# Zachvatkinella baicalica
Zachvatkinella baicalica är en kvalsterart som beskrevs av Lange 1972. Zachvatkinella baicalica ingår i släktet Zachvatkinella och familjen Acaronychidae. Inga underarter finns listade i Catalogue of Life.